# تحلل حيوي جرثومي

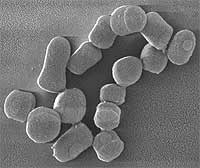
صورة مجهرية إلكترونية لخلايا Arthrobacter chlorophenolicus

ازداد الاهتمام بالتحلل الحيوي الجرثومي (بالإنجليزية:microbial biodegradation) للملوثات كثافة في السنوات الأخيرة بسبب كفاح البشرية من أجل إيجاد وسائل دائمة لتنظيف البيئات الملوثة. إن عمليات المعالجة الحيوية والتحويل الحيوي تسعى إلى تسخير القدرة المذهلة لجراثيم الأيض الأجنبية بيولوجيا والتي تحدث بشكل طبيعي على التحلل وتحويل أو تراكم مجموعة كبيرة من المركبات مثل الهيدروكربونات (مثال: النفط) والمركبات ثنائية الفينيل عديدة الكلور (PCBs) والمركبات العضوية متعددة النوى العطرية (PAHs) والمركبات الحلقية غير المتجانسة (مثل البيريدين والكوينولين) والمواد الصيدلانية والنظائر المشعة والمعادن. قامت الاختراقات المنهجية الرئيسية الحاصلة في السنوات الأخيرة بتمكين تحليلات الجينومية المفصلة وماوراء الجينوم والبروتيوميات والمعلوماتية الحيوية وغيرها من التحليلات عالية الإنتاجية المرتبطة بالكائنات الدقيقة ذات الصلة بالبيئة مما أعطى رؤى غير مسبوقة في طرق التحلل الحيوية المفتاحية وقدرة العضيات على التكيف مع الظروف البيئية المتغيرة.
إن الحد من وجود مجموعة كبيرة من المخلفات والملوثات في البيئة هو متطلب أساسي للترويج لتنمية مجتمعاتنا بطريقة مستدامة مع إحداث تأثير بيئي منخفض. تلعب العملية الحيوية دورا رئيسيا في إزالة الملوثات كما وتستفيد من الخواص التقويضية متعددة الاستعمالات التي تتميز بها الكائنات المجهرية لتحليل-تحويل هذه المركبات.
تنتج الاختراقات المنهجية الجديدة في التسلسل وعلم الجينوم والبروتيوميات والمعلوماتية الحيوية والتصوير كميات واسعة من المعلومات. في مجال علم الأحياء الدقيقة البيئي فإن الدراسات العالمية المعتمدة على الجينوم تفتح حقبة جديدة تعمل على توفير وجهات نظر غير مسبوقة خاصة بالعمليات المنجزة بواسطة الحاسوب في الشبكات الأيضية والتنظيمية إضافة إلى إشارات إلى تطور مسارات التحلل واستراتيجيات التكيّف الجزيئي مع الظروف البيئية المتغيّرة. تعلي الطرق الما وراء الجينية والجينومية الوظيفية من فهمنا للأهمية النسبية للمسارات المختلفة والشبكات التنظيمية وتدفق الكربون في بيئات مخصوصة ولمركبات معينة ولابد أن تقوم بتسريع تطور تقنيات المعالجة الحيوية وعمليات التحويل الحيوية.

## تحلل الملوثات الحيوي الهوائي
تعطي كمية البيانات الجينومية المزدهرة فرصا فريدة لفهم القواعد الجينية والجزيئية لتحلل الملوثات العضوية. تعتبر المركبات العطرية من ضمن أعند هذه الملوثات ويمكن استخلاص الدروس من الدراسات الجينومية الحديثة للبوركهولديريا زينفورانز LB400 وسلالة رودوكوككوس RHA1 (بالإنجليزية: Rhodococcus) وهما واحدتان من أكبر الجينوميات البكتيرية التي تمت سَلسَلَتها حتى الآن.
ساعدت هذه الدراسات على توسيع فهمنا للتقويض البكتيري، والتكيف الفسيولوجي غير التقويضي للمركبات العضوية وتطور جينوميات البكتيريا العظمى. أولا، فإن المسارات الاستقلابية من تنوع العوازل المتجانس متشابهة للغاية عند أخذ كامل التنظيم بالاعتبار. وهكذا وكما لوحظ في بكتيريا الزائفة بالأصل، فإن عددا كبيرا من مسارات «العطرية الطرفية» ترسل مجموعة من المركبات الطبيعية والأجنبية بيولوجيا إلى عدد محدود من مسارات «العطرية المركزية». ومع ذلك، فإن هذه المسارات تنظم جينيا في طرق محددة جينيا كما هو ممثّل بـمسارات b-ketoadipate ومسارات Paa. توضح الدراسات الجينومية المقارنة بشكل أكثر بأن بعض المسارات واسعة الانتشار أكثر من الفكرة الأصلية. وهكذا، فإن مسارات Box وPaa توضّح انتشار استراتيجيات فتح الحلقة اللا هوائية (Non-Oxygenolytic Ring-Cleavage) في عمليات التحلل العطري اللاهوائي.
كانت الدراسات الوظيفية الجينومية مفيدة في عملية التأسيس بحيث أنه يبدو بأنه حتى العضيات التي تؤوي أعدادا مرتفعة من الإنزيمات المتشابهة تحوي بضعة أمثلة لزيادة حقيقية. على سبيل المثال، فإن تضاعف فتح الحلقة ثنائي الأكسجين في عوازل رودوكوككوس محددة يمكن أن يعزى إلى التقويض العطري المبهم للستيرويدات والتربينات.
في النهاية أشارت الدراسات إلى أنه من الواضح أن السيولة الجينية الحديثة لعبت دورا أكثر أهمية في تطور بعض الجينوميات الكبرى مثل LB400’s أكثر من غيرها. ومع ذلك فالميل الظاهر هو أن ذخيرة الجين الكبيرة من محللات الملوث الفعال مثل LB400 وRHA1 قد تطورت مبدأيا خلال عمليات أكثر قدما، ويبدو هذا صحيحا وملحوظا في مثل هذه الفصائل المتنوعة والمتجانسة كما ويقترح كذلك الأصل القديم لهذه الكفاءة التقويضية.

## تحلل الملوثات اللاهوائي
يعتبر التمعدن اللاهوائي الجرثومي للملوثات العضوية الشرسة ذا أثر بيئي عظيم وينطوي على تفاعلات كيميائية حيوية جديدة ومثيرة للاهتمام. لطالما اعتقد بقابلية مركبات الهيدروكربونات والهالوجينات خصوصا للتحلل في غياب الأكسجين ولكن عزل بكتيريا الهيدروكربونات اللاهوائية المهينة غير المعروفة حتى الآن وتوفر البكتيريا منزوعة الهالوجين المخفضَّة خلال العقود الماضية دليلا قاطعا على هذه العمليات في الطبيعة. اكتشفت تفاعلات كيماوية حيوية جديدة عديدة تقوم بتفعيل مسارات أيضية خاصة بها ولكن التقدم في الفهم الجزيئي لهذه البكتيريا كانت بطيئة بدلا عن ذلك بما أن الأنظمة الوراثية ليست قابلة للتطبيق بسهولة لمعظمها. على أي حال مع التطبيق المتزايد لعلم الجينوم في مجال علم الأحياء الدقيقة البيئي حيث يوجد منظور جديد وواعد في اليد الآن للحصول على رؤى جزيئية عن هذه الخصائص الأيضية الجديدة.
تم تحديد سلاسل جينومية كاملة وعديدة خلال السنوات القليلة الماضية من البكتيريا قادرة على تحليل الملوثات العضوية اللا هوائية. إن جينوم ~4.7 الميغا بايت لسلالات أروماتوليوم أروماتيكوم (Aromatoleum Aromaticum) من EbN1 والنازعة للنيتروجين اختياريا كانت أول محلّل هيدروكربوني لاهوائي يتم تحديده (باستخدام التولوين أو الإثيلي كركيزة). وكشفت سلسلة الجينوم حوالي دستتين من مجموعات الجينات (متضمنة متناسخات نوعية عديدة) تعمل على ترميز شبكة تقويضية معقدة للتحليل اللاهوائي والحي هوائي للمركبات العطرية. تشكل سلسلة الجينوم أساسا للدراسات المفصلة الحالية عن تنظيم المسارات وهياكل الإنزيم.
تم الانتهاء مؤخرا من المزيد من جينوميات البكتيريا اللا هوائية المحللة الخاصة بالأنواع التي تحد من الحديد والمعروفة باسم Geobacter Metallireducens (رقم الانضمام: NC_007517) والفصائل التي تحد من البركلورات المعروفة باسم Dechloromonas Aromatica (رقم الانضمام: NC_007298) ولكن لم يتم تقييمها بعد بغرض نشرها في المطبوعات الرسمية. كما وتم الانتهاء من العمل على تحديدي جينوميات البكتيريا القادرة على إحداث التحلل اللاهوائي للهيدروكربونات المهلجنة بواسطة التنفس الهالوجيني والذي تشارك فيه: جينوميات ~1.4 ميغابيت من سلالة Dehalococcoides Ethenogenes 195 وسلالة ديهالوكوكويدس CBDB1 وسلالة جينوميات ديسولفيتوباكتيريوم هافنينس ~5.7 ميغابايت من Y51 (بالإنجليزية: Desulfitobacterium Hafniense). تتشارك جميع أنواع البكتيريا هذه بخاصية وجود جينات متناسخة متعددة لتحت الهالوجينات المخفضة تتضمن طيفا تحت هالوجيني واسعا من العضيات أكثر من تلك التي كانت معروفة سابقا. زيادة على ذلك، فإن السلاسل الجينومية توفر رؤى غير مسبوقة بخصوص تطور تحت الهالوجينات المخفضة واستراتيجيات مختلفة للتكيف المتخصص.
صار من الواضح مؤخرا أن بعض العضيات مثل الديسولفيتوباكتيريوم Desulfitobacterium والذي تم تقييمه أصلا لاستخدامه في التنفس الهالوجيني على الكلوروفينول يمكن أن تستخدم أيضا مركبات مبرومة معينة مثل مبيدات أعشاب البروموكسينيل ومُستَقلَبها الرئيسي مثل قابلات الكترون النمو كما ويمكن نزع هالوجين المركبات الأيودية أيضا برغم أن العملية قد لا تلبي الحاجة إلى وجود قابل الإلكترون.

## التوافر الحيوي والانجذاب الكيميائي ونقل الملوثات
التوافر الحيوي أو كمية المادة التي يمكن للعضيات الدقيقة أن تنفذ إليها فيزيائيا وكيميائيا هو عامل رئيسي في تحلل الملوثات الحيوي الفعّال. أثبت أولوغلين (2000) أن معظم التربة الطينية-باستثناء طين الكاولينايت والكاتيون تتبادل التحليل الحيوي للراتنجات الموهنة للبيكولين-2 بواسطة سلالة آرثروباكتر Arthrobacter اس بي R1 وذلك كنتيجة لامتزاز (امتصاص كيميائي) الركيزة إلى الطين. إن الانجذاب الكيميائي أو الحركة الموجهة للعضيات المتحركة باتجاه أو بعيدا عن الكيمياويات في البيئة هو عبارة عن استجابة فسيولوجية مهمة والتي يمكن أن تساهم في هدم الجزيئات الفعال في البيئة وإضافة إلى ذلك فإن آليات التراكم الخلوي للجزيئات العطرية عن طريق آليات النقل المختلفة هي مهمة أيضا.

## التحليل الحيوي للنفط
يحوي الزيت البترولي مركبات عطرية سامة لمعظم أشكال الحياة ويتسبب التلوث الاستطرادي والمزمن للبيئة الذي يسببه النفط في حدوث قلق بيئي. إن البيئات البحرية أكثر هشاشة على الأخص بما أن احتواء وتخفيف انسكابات النفط المتعلقة بالمناطق الساحلية والبحار المفتوحة من الصعوبة بمكان. بالإضافة للتلوث الناتج عن النشاطات الإنسانية فإن حوالي 250 مليونا من لترات النفط تدخل البيئة البحرية كل عام بسبب التسرّبات الطبيعية. بالرغم من سميته فإن جزءا معتبرا من النفط البترولي الذي يدخل الأنظمة البيئية يتم تحديدها عن طريق النشاطات التحليل الهيدروكربونية للمجتمعات الميكروبية وخصوصا عن طريق مجموعة بارزة متخصصة تم اكتشافها حديثا في هذا المجال والتي تدعى ببكتيريا الهيدروكربونوكلاستيك (HCB) وكانت ألكانيفوراكس بوركومينسيس Alcanivorax Borkumensis أول بكتيريا يخضع الجينوم الخاص بها لعملية سَلسَلَة. إضافة إلى الهيدروكربونات، غالبا ما يحتوي النفط الخام مركبات حلقية غير متجانسة متنوعة مثل البايريدين والذي يبدو أنه يتحلل بآليات مشابهة ولو أنها منفصلة عن الهيدروكربونات.

## تحليل معالجة المياه العادمة
تتطلب التنمية المستدامة الترويج للإدارة البيئية وبحثا ثابتا عن التقنيات الجديدة لمعالجة كميات هائلة من المخلفات التي يتم إنتاجها من خلال زيادة النشاطات البشرية. تعد المعالجة الحيوية ومعالجة المخلفات باستخدام كائنات حية عملية صديقة للبيئة وبديلا بسيطا نسبيا وموفرا لخيارات التنظيف الفيزيائية والكيميائية. تمت هندسة البيئات المحصورة مثل المفاعلات الحيوية للتغلب على العوامل المقيدة لعمليات المعالجة الحيوية الخاصة بنظم الرقابة الشديدة سواء أكانت هذه العوامل فيزيائية وكيميائية وحيوية. إن التفنن الكبير في تصميم البيئات المغلقة يسمح بمعالجة مجموعة واسعة من المخلفات تحت ظروف محسّنة. لأداء تقييم صحيح فمن الضروري اعتبار أن كائنات مجهرية متعددة تحوي تشكيلة من الجينومات والنسخيات المقدمة والبروتينات. غالبا ما يكون من اللزوم إجراء المزيد من التحاليل. استخدام تقنيات علم الجينوم التقليدية مثل التقييمات محصورة ومضيعة للوقت. ومع ذلك، فإن تقنيات الطاقة الإنتاجية العالية العديدة طورت في الأصل من أجل الدراسات الطبية التي يمكن تطبيقها لمساعدة المعالجة الحيوية في بيئات محصورة.

## الهندسة الأيضية وتطبيقات التحولات الحيوية
كشفت الدراسة الخاصة بنهاية الكيماويات العضوية الدائمة في البيئة أن مخزونا كبيرا من التفاعلات الإنزيمية يحوي احتمالية كبيرة في التركيب العضوي التحضيري والذي تم استغلاله فعلا في عدد من الأكسيجنازات (Oxygenases) في نطاق صناعي وتجريبي حتى ويمكن تحصيل محفزات جديدة من مكتبات ما وراء الجينوم والطرق التي تعتمد على سلسلة الدنا. إن قدراتنا المتزايدة على تكييف المحفزات مع تفاعلات مخصوصة ومتطلبات العملية عن طريق الطفرات المنطقية والعشوائية توسّع من مدى التطبيق ليس فقط في الصناعة الكيمياوية الجيدة بل في مجال التحلل الحيوي أيضا. في حالات عدة، تحتاج هذه المحفزات إلى أن تستغل في التحويلات الحيوية أو الاختمار مما يدعو إلى طرق تغطي كافة أنحاء النظام بغرض فهم فسيولوجية السلالة والأيض والطرق العقلانية لهندسة كافة الخلايا بما أنها تقدّم باستمرار في مجال أنظمة التقنيات الحيوية والأحياء التخليقية.

## التحلل الحيوي الفطري
في الأنظمة الحيوية، تهاجم اتحادات من ممالك مختلفة ركائز متعددة عند معدلات مختلفة. تلعب الرشاشيات والعفنيات الأخرى دورا هاما في هذه الاتحادات وذلك بسبب مهارتها في إعادة تدوير النشويات وأشباه السيللوز والسيللوز والبكتين وبوليمرات السكر الأخرى. بعض الرشاشيات قادرة على تحليل المزيد من الحراريات مثل الدهون والزيوت والكيتين والكيراتين. ويحصل التحلل الأقصى عند توفر كمية كافية من النيتروجين والفوسفور والمغذيات غير العضوية الهامة الأخرى كما وتوفر الفطريات أيضا غذاء لعضيات تربة كثيرة.
فيما يخص الرشاشة الفطرية، فإن عملية التحلل هي عبارة عن وسائل للحصول على المواد المغذية. حينما تقوم هذه العفنيات بتحليل ركائز بشرية الصنع، فغالبا ما تدعى هذه العملية بالتدهور الحيوي. إن كلا من الورق والمنسوجات (القطن والجوت والكتّان) هي حساسة لتحلل الرشاشيات كما وأن تراثنا الفني عرضة أيضا لهجوم الرشاشيات. يمكن ضرب مثال على ذلك بما حدث بعد فيضان فلورنسا في إيطاليا عام 1969 حيث أن 74% من العازلات التي أخذت من جصيات غيرلاندايو المتضررة في كنيسة أوغنيسانتي كانت رشاشيات مبرقشة.

## وصلات خارجية
- التحلل الحيوي الجرثومي
- التحلل الحيوي والمعالجة الحيوية والتحول الحيوي